# Servicio Nacional de Electricidad
El Servicio Nacional de Electricidad (SNE) fue una institución pública descentralizada de Costa Rica, que comenzó con la función reguladora de los servicios eléctricos y luego reguló un amplio espectro de servicios públicos en ese país. El SNE estuvo vigente entre los años 1928 y 1996.

## Creación del Sistema Nacional de Electricidad
El 31 de julio de 1928, el Congreso Constituyente de Costa Rica, decretó la Ley n.º 77, que nacionalizó las fuerzas eléctricas que pudieran obtenerse de las aguas de dominio público y decretó la fundación del Servicio Nacional de Electricidad (SNE). El primer presidente de la Junta del SNE, fue el expresidente de la República de Costa Rica, Lic. Alfredo González Flores.
Al nuevo órgano descentralizado, se le encomendaron facultades para el otorgamiento de concesiones, la adquisición de plantas, la construcción de instalaciones eléctricas, la fijación y control de tarifas y la súper vigilancia sobre la calidad del servicio.

## Trascendencia
En el libro Desarrollo y Regulación de los Servicios Públicos en Costa Rica, del historiador Percy Rodríguez Argüello, se plantea que el SNE fue un facilitador del desarrollo costarricense, pues impulsó a instituciones clave como el Instituto Nacional de Electricidad (ICE), la Compañía Nacional de Fuerza y Luz (CNFL), el Instituto Nacional de Acueductos y Alcantarillados y el Servicio Nacional de Aguas Subterráneas, Riego y Avenamiento (SENARA).
Además, el libro explica que el SNE reguló el mercado eléctrico y telefónico, las concesiones hidroeléctricas, las telecomunicaciones, la fijación de los precios de los combustibles y derivados del petróleo, el transporte remunerado de personas, los márgenes de las estaciones de servicio y transportistas de combustibles, la nacionalización de la CNFL, la creación de las Cooperativas Eléctricas y las Juntas de Electrificación Provincial.

## Transformación en la Autoridad Reguladora de los Servicios Públicos
El jueves 5 de septiembre de 1996, se publicó en el Diario Oficial La Gaceta, la Ley n.º 7593 de 6 de octubre de 1996, de la Autoridad Reguladora de los Servicios Públicos de Costa Rica (ARESEP), por la cual se transformó al Servicio Nacional de Electricidad (SNE), en una institución autónoma, con personería jurídica, autonomía técnica, administrativa y patrimonio propio.